# Погоніна Наталя Андріївна
Наталя Андріївна Погоніна (рос. Наталья Андреевна Погонина) (9 березня 1985 року, Владивосток) — російська шахістка, гросмейстер серед жінок. Віце-чемпіонка світу 2015 року, чемпіонка Росії 2012 та 2018 років.
Її рейтинг станом на березень 2020 року — 2475 (19-те місце у світі, 5-те — серед шахісток Росії).

## Шахова кар'єра

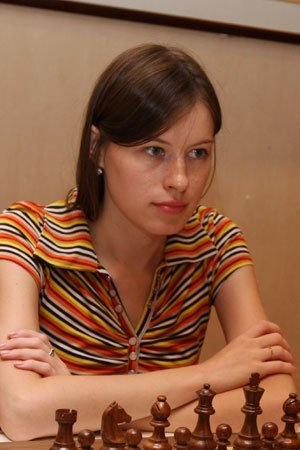
Наталя Погоніна — матч Росії проти Китаю, 2008

Наталю в шахи навчив грати дід, коли їй було п'ять років. Хоча й перемогла 1993 року на шкільному турнірі з шашок турнірі, але відтоді присвятила своє життя шахам.
Вперше її помітили 1998 року після перемоги на чемпіонаті Росії серед дівчат віком до 14 років. Тричі вигравала чемпіонат Європи з шахів серед дівчат, а також здобула бронзову медаль на чемпіонаті світу серед юніорок. Серед інших її здобутків: перемога на меморіалі Бикової 2005 року, меморіалі Руденко 2007, третє місце на кубку Північного Уралу, поділ першого місця на чемпіонаті світу з шахів серед студентів 2008.
Її остання успіхи: золота медаль у командному бліці та бронзова медаль у командних швидких шахах на перших Всесвітніх інтелектуальних спортивних іграх у Пекіні, а також 6/7 на 5-й шахівниці на шаховій олімпіаді 2008. Посіла перше місце (8 очок у 9 іграх) на престижному Moscow Chess Open 2009 і завоювала бронзову медаль на чемпіонаті Європи 2009 (на тай-брейку). У 2011 році здобула золоті нагороди на клубному розіграші Кубка Європи і чемпіонаті Європи серед команд, а також отримала срібло на командному чемпіонаті світу. У серпні 2012 Наталя виграла чемпіонат Росії з результатом +4 =5 −0
2004 року здобула звання жіночого гросмейстера. У липні 2010 з рейтингом Ело 2501 була п'ятнадцятою шахісткою у світі.
2012 була 5-м номером (резервним) і зіграла у восьми з одинадцяти раундів за жіночу російську команду, яка виграла золоту медаль на 40-й шаховій олімпіаді в Стамбулі. З результатом +6=1-1 виграла індивідуальну золоту медаль на п'ятій шахівниці. 2014 року разом з командою Росії виграла ще одну золоту медаль на 41-й шаховій олімпіаді в Тромсе.

### 2015
У квітні 2015 року Наталя Погоніна дійшла до фіналу чемпіонату світу, де поступилася українці Марії Музичук з рахунком 1½ — 2½ (+0-1=3).
У жовтні 2015 року з результатом 6 очок з 11 можливих (+3-2=6) розділила 4-5 місця на першому етапі серії гран-прі ФІДЕ, що проходив у Монте-Карло (Монако).

### 2018
У вересні 2018 року з результатом 7½ очок з 11 можливих (+6-2=3) Наталя перемогла у суперфіналі чемпіонату Росії.

### 2019
У грудні 2019 року на чемпіонаті світу зі швидких та блискавичних шахів, Погоніна посіла 8-ме місце у турнірі зі швидких шахів, набравши 8½ очок з 12 можливих (+6-1=5).

## Погоніна проти світу
Наталя Погоніна білими перемогла світ у грі за голосуванням на сайті Chess.com, яка пройшла з 23 грудня 2009 року до 28 березня 2010. Проти неї боролися кілька тисяч гравців з більш ніж 100 країн. Повторна гра на ChessGames.com закінчилась внічию.

## Зміни рейтингу
| На цьому місці має відображатися графік чи діаграма, однак з технічних причин його відображення наразі вимкнено. Будь ласка, не видаляйте код, який викликає це повідомлення. Розробники вже працюють для того, щоби відновити штатне функціонування цього графіка або діаграми. | |
| | На цьому місці має відображатися графік чи діаграма, однак з технічних причин його відображення наразі вимкнено. Будь ласка, не видаляйте код, який викликає це повідомлення. Розробники вже працюють для того, щоби відновити штатне функціонування цього графіка або діаграми. |